# Neoseiulus conterminus
Neoseiulus conterminus är en spindeldjursart som först beskrevs av Kolodochka 1990.  Neoseiulus conterminus ingår i släktet Neoseiulus och familjen Phytoseiidae. Inga underarter finns listade i Catalogue of Life.